# 曽国華

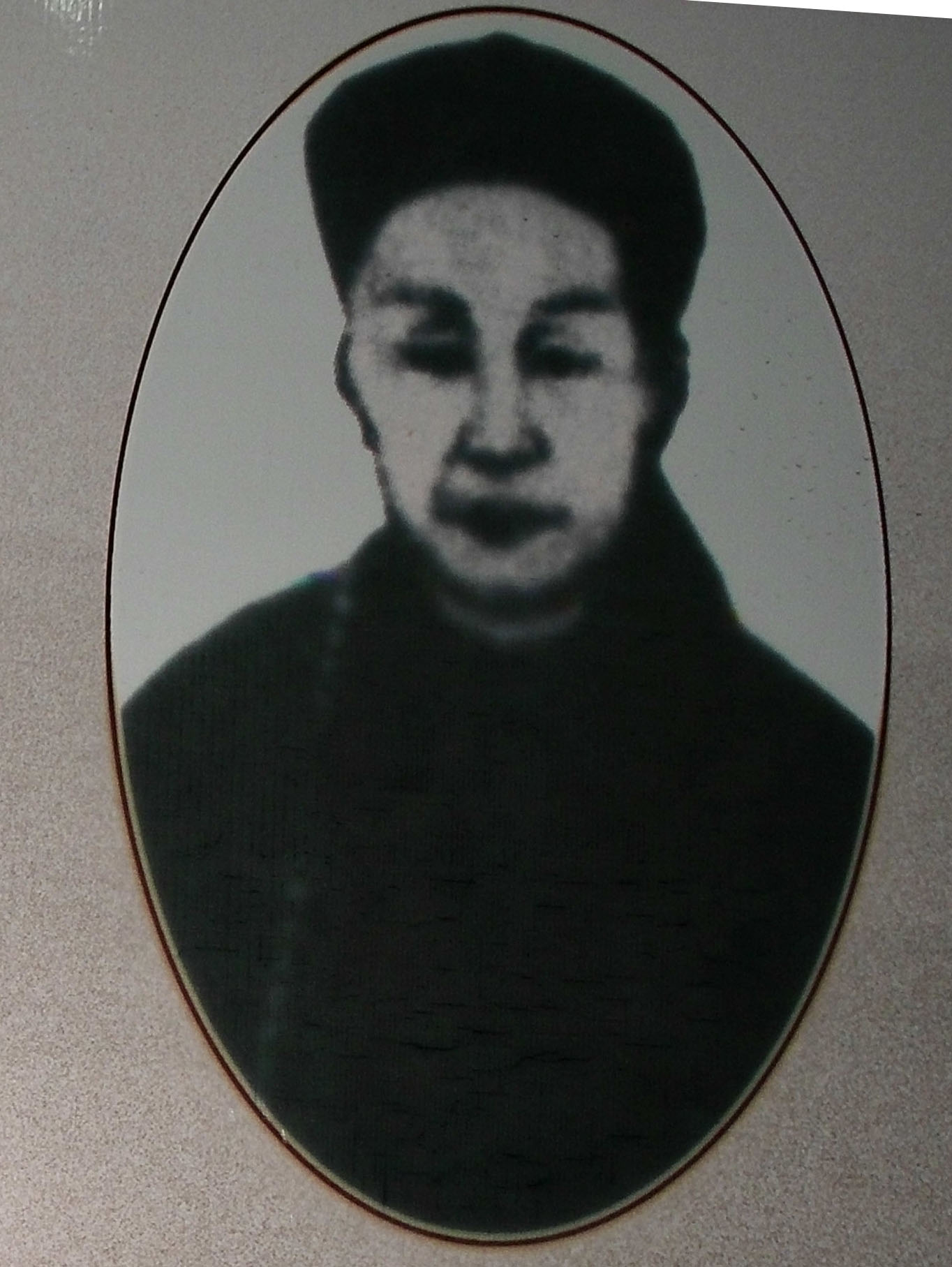
曽国華

曽 国華（そう こくか、Zēng Guóhuá、1822年7月4日 - 1858年11月15日）は、清末の軍人。字は温甫。湘軍の指揮官で曽国藩の弟。曽国荃・曽貞幹の兄。湖南省湘郷県（現在の双峰県荷葉鎮）出身。
咸豊5年（1855年）、長兄曽国藩が江西省で苦戦していると聞き、湖北省で軍を募り、湖北巡撫の胡林翼が差し向けた劉騰鴻・普承堯ら5千人の援軍と合流。咸寧、蒲圻、通城、新昌、上高を陥落させ、瑞州を包囲した。 劉騰鴻は城の南で、曽国華・普承堯は城の西北で太平天国軍と戦った。更に曽国藩が来て、協力して城を包囲したが、父の死でともに郷里に帰った。
その後、姻戚関係にある李続賓の補佐にあたり、咸豊8年（1858年）に太湖・潜山・桐城・舒城の安徽省の4県を陥落させたが、三河の戦いで敗北を喫し、戦死した。